# Ursula Voß
Ursula Elisabeth Charlotte Voß (* 7. März 1926 in Soldin, Provinz Brandenburg) ist eine deutsche Schauspielerin bei Bühne und Film.

## Leben und Wirken
Voß war 1938 von Gustaf Gründgens für die Rolle der Jugendfreundin Effi Briests, Herta, in seiner Fontane-Verfilmung Der Schritt vom Wege ausgewählt worden und gab erst zwei Jahre später, 1940, ihren Bühneneinstand in Kassel. Anschließend, nach dem Abschluss der Mittleren Reife, sah man sie vor Kriegsende noch in mehreren Kinofilmen und mit dem einen oder anderen Festengagement an Berliner Bühnen wie dem Komödienhaus, dem Theater in der Kaiserallee und mehreren Tourneebühnen. Sie stand 1944 in der Gottbegnadeten-Liste des Reichsministeriums für Volksaufklärung und Propaganda.
Ihre größten Erfolge feierte Ursula Voß in jungen Jahren mit der Julie in Franz Molnars Liliom, der Katharina in William Shakespeares Der Widerspenstigen Zähmung, der Klara in Friedrich Hebbels Maria Magdalena und der Luise in Friedrich Schillers Kabale und Liebe. Nebenbei wirkte die aus Westpommern stammende Künstlerin bis 1955 auch weiterhin in dem einen oder anderen Kinofilm mit, darunter der Trümmerfilm Freies Land, in dem sie die Hauptrolle erhielt, und sprach für den US-amerikanischen Rundfunk. In späteren Jahren hatte Ursula Voß große Probleme, weitere Engagements zu finden. Belegt ist beispielsweise in den frühen 1970er Jahren eine Verpflichtung an Hamburgs Theater im Zimmer, in den frühen 1980er Jahren musste sie sich sogar mit dem Job einer Souffleuse an einer Berliner Kleinstbühne begnügen.

## Filmografie
- 1939: Der Schritt vom Wege
- 1942: Gefährtin meines Sommers
- 1942: Liebesgeschichten
- 1943: Liebespremiere
- 1943: Die schwarze Robe
- 1943: Die goldene Spinne
- 1946: Freies Land
- 1946: Wohin Johanna? (Kurzfilm)
- 1948: Straßenbekanntschaft
- 1950: Entscheidung vor Morgengrauen
- 1953: Die Kaiserin von China
- 1954: Die schöne Müllerin
- 1956: Viele kamen vorbei